# Бжозово-Корабе
Бжозово-Корабе (пол. Brzozowo-Korabie) — село в Польщі, у гміні Посвентне Білостоцького повіту Підляського воєводства.
Населення — 98 осіб (2011).
У 1975-1998 роках село належало до Білостоцького воєводства.

## Демографія
Демографічна структура станом на 31 березня 2011 року:
|          | Загалом | Допрацездатний вік | Працездатний вік | Постпрацездатний вік |
| -------- | ------- | ------------------ | ---------------- | -------------------- |
| Чоловіки | 52      | 6                  | 39               | 7                    |
| Жінки    | 46      | 7                  | 27               | 12                   |
| Разом    | 98      | 13                 | 66               | 19                   |